# Phiên họp Hành pháp
Phiên họp Hành pháp (tiếng Anh: Executive session) là một phiên họp mà các biên bản được lưu giữ riêng biệt. Những người ngoài không có mặt sẽ không được tiếp cận nội dung của cuộc thảo luận, và nó được giữ kín. Phiên họp Hành pháp luôn có các thủ tục làm việc bí mật và các thành viên sẽ bị trừng phạt nếu vi phạm bí mật.
Tùy thuộc vào các tổ chức hoặc các cơ quan chính phủ, các Hoạt động Hành pháp được tiến hành trong Phiên họp Hành pháp có thể bao gồm các vấn đề pháp lý, thảo luận về hợp đồng và các vấn đề nhân sự.  

## Sử dụng tại Thượng viện Hoa Kỳ
Phiên họp Hành pháp là một trong các phiên họp hàng ngày của Thượng viện Hoa Kỳ, trong đó Thượng viện xem xét các đề cử, hiệp ước hoặc các đề xuất khác từ Tổng thống Hoa Kỳ. Những công việc này là một phần của Hoạt động Hành pháp; do đó, phiên họp được gọi là Phiên họp Hành pháp. Nó có thể là đóng hoặc mở với công chúng. Trong lịch sử, như một phép lịch sự đối với Tổng thống, những phiên họp như vậy luôn được tổ chức kín, nhưng phong tục này đã bị bãi bỏ trong thời hiện đại. Thuật ngữ "Phiên họp Hành pháp" cũng được sử dụng để chỉ các cuộc họp kín của ủy ban, dù họ có đang xem xét các Hoạt động Hành pháp hay không. Trong mọi trường hợp, những người có mặt trong một Phiên họp Hành pháp phải tuyên thệ giữ kín bí mật.
Một Phiên họp Hành pháp cũng có thể được sử dụng trong một số cơ quan lập pháp khác.  